# 634

## أحداث
- 30 مايو - المسلمون بقيادة خالد بن الوليد يهزمون الروم ويفتحون مدينة بصرى في بلاد الشام.
- 9 نوفمبر - معركة البويب بين جيش الخلافة الإسلامية والجيش الساساني، وانتصر المسلمون انتصارا عظيما فتح لهم الدخول إلى فارس.

## وفيات
- أبان بن سعيد بن العاص.
- أبو بكر.
- نسيبة بنت كعب.